# 마쓰라 시게노부 (1549년)
마쓰라 시게노부(일본어: 松浦鎮信, 덴분 18년(1549년) ~ 게이초 19년 음력 5월 26일(1614년 7월 3일))는 센고쿠 시대로부터 에도 시대 전기에 걸친 다이묘이다. 히라도의 마쓰라씨(松浦氏) 제26대 당주. 히젠 히라도번 초대 번주. 관위는 종사위하, 히젠노카미.
시게노부(鎮信)라는 이름은 센고쿠 다이묘 오토모 요시시게의 시게(鎮)의 헨키를 받아 짓게 되었다.

## 생애
시게노부는 마쓰라 다카노부의 아들이며 아들 히사노부(久信)와 함께 임진왜란(壬辰倭亂)에 참전하였고 고니시 유키나카 부대의 선봉으로 여러 전투에 참가하여 공적을 올렸다. 전후 일본으로 귀환 할 때 100여명의 조선 도공을 강제로 끌고 갔다. 조선 도공들로 인하여 일본 도자기 기술이 비약적으로 발전했다. 그리고 히라노 항을 개방하여 외국과의 교역에 주력하였다.

## 평가
시게노부는 개방을 통한 혁신을 추구하여, 일본제국주의의 무장화 기초을 다졌다.

## 같이 보기
- 마쓰라토(松浦党)
- 고니시 유키나카

|  | 제1대 히라도번 번주 (마쓰라씨) 1587년 ~ 1600년? | 후임 마쓰라 히사노부 |